# (n − 1)-Regel

Kaskadierter Ausfall eines Netzwerkes bei Verletzung der (n − 1)-Regel, ausgelöst durch einen Einzelausfall und der Folge von Überlastungsausfällen

Die (n − 1)-Regel (sprich: N-minus-Eins-Regel), auch (n − 1)-Kriterium, bezeichnet ein Beurteilungskriterium für die Ausfallwahrscheinlichkeit anhand von zusätzlich vorhandener Redundanz. Sind für eine Aufgabe n Objekte zuständig oder verfügbar, so kann bei Einhaltung der (n − 1)-Regel beim Ausfall eines Objekts der Betrieb oder die Funktionstüchtigkeit durch die anderen n − 1 Objekte sicher gewährleistet werden. Anwendung findet die Regel z. B. bei der Planung und im Betrieb von Stromnetzen oder Wehranlagen in Flüssen.

## Anwendungen

### Elektrische Energietechnik

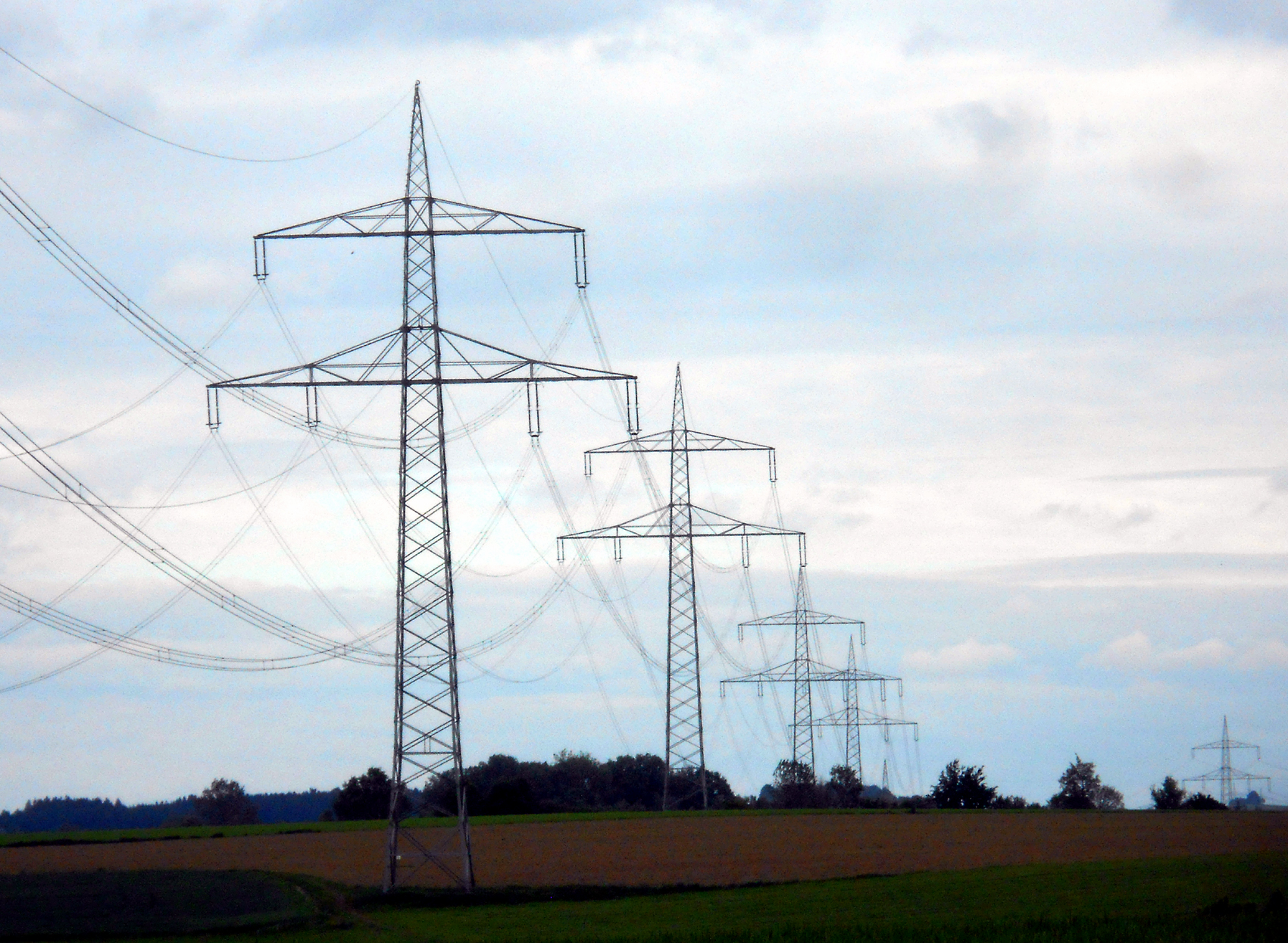
Zwei Drehstromsysteme mit je drei Leiterseilen auf Freileitungsmasten

In der elektrischen Energietechnik wird die (n − 1)-Regel im Bereich von Stromnetzen, Umspannwerken oder Kraftwerken angewendet, um bei Ausfall oder Abschaltung eines Betriebsmittels, wie eines Leistungstransformators, Generators oder einer Freileitung, den Gesamtbetrieb des Stromversorgungsnetzes aufrechtzuerhalten. Das (n − 1)-Prinzip muss für die maximale Höchstlast erfüllt sein, bei einer geringeren Auslastung können auch höhere Stufen wie n − 2 erreicht werden. Im Rahmen der Betriebsführung dient die (n − 1)-Regel als wesentliches Kriterium zur Engpassdetektion und wird von den Übertragungsnetzbetreibern in Simulationsrechnungen zur Abschätzung der Folgen bei Topologieänderungen in vermaschten Stromnetzen durchgeführt, beispielsweise vor einer konkreten Schalthandlung in einem Umspannwerk.
In Übertragungsnetzen sind Freileitungen für Höchstspannung in vielen Fällen als sogenanntes Doppelsystem ausgeführt: Auf dem Freileitungsmast befinden sich zwei Drehstromsysteme mit jeweils drei Leiterseilen, welche im sicheren Netzzustand in den Umspannwerken parallel geschaltet werden. Damit können im Normalbetriebsfall die Übertragungsverluste reduziert werden, jede Leitung wird in diesem Betriebsfall unter 50 % der Nennleistung betrieben. Kommt es auf einem Drehstromsystem zu einem Ausfall, beispielsweise durch einen Erdschluss oder in Folge einer Kurzunterbrechung, kann das verbleibende Leitersystem den kompletten Lastfluss übernehmen, ohne dass es zu einer Überschreitung der zulässigen Grenzwerte kommt. Dadurch wird ein kurzzeitiger Stromausfall für die Verbraucher vermieden.
Bei Anwendung der (n − 1)-Regel kommt es auf die Bewertung an: Doppelte Drehstromsysteme versagen, wenn beispielsweise infolge extremer Wetterereignisse im Winter, wie im Münsterländer Schneechaos im Jahr 2005 mit hoher Eislast, viele Masten zusammenbrechen und beide Drehstromsysteme einer Freileitung gleichzeitig versagen. Dieser Fall ist in strahlenförmig aufgebauten Stromversorgungsnetzen besonders kritisch, da damit unmittelbare und großräumige Stromausfälle verbunden sind. In sogenannten vermaschten Netzen, wo der Leistungsfluss über anders geführte und hinreichend dimensionierte Leitungen übertragen werden kann, kann die (n − 1)-Regel auch bei Ausfall einer Doppelleitung erfüllt sein.